# Ефетов, Владимир Михайлович
Влади́мир Миха́йлович Ефе́тов (1 января 1924, Симферополь — 3 января 2013, Симферополь) — советский и украинский учёный, хирург-онколог, профессор, Заслуженный врач и Заслуженный деятель науки и техники Украины и Автономной Республики Крым, Почётный крымчанин (2004).

## Биография
Родился в Симферополе 1 января 1924 года, в семье врача-терапевта караимского происхождения Михаила Самойловича Ефетова (1887—1967), заведовавшего терапевтическим отделением «Первой Советской больницы». Окончил 11-ю симферопольскую среднюю школу с золотой медалью (в 1944 году). В этом же году поступил в Крымский медицинский институт, который окончил в 1949 году с красным дипломом, ещё на третьем курсе увлёкшись хирургией. После окончания вуза по распределению был направлен в Орёл, где проработал хирургом до 1954 года.
После возвращения в Симферополь был приглашён работать в недавно образованный онкологический диспансер. Благодаря его усилиям в Крыму была фактически создана онкологическая служба, предложено и внедрено множество новых методов диагностики и оперативных вмешательств (в частности в желудочно-кишечной хирургии и в хирургии поджелудочной железы). В 1968 году защитил кандидатскую диссертацию «Пути улучшения результатов хирургического лечения рака желудка», научным
руководителем которой выступил академик Н. Н. Блохин (президент Академии медицинских наук СССР и директор Всесоюзного онкологического научного центра АМН СССР).
В 1981 году В. М. Ефетов защитил докторскую диссертацию «Предраковые заболевания и рак оперированного желудка» (научный консультант — Н. Н. Блохин). В этом же году благодаря его усилиям в Симферополе был построен новый онкологический диспансер (ныне — Республиканский клинический онкологический диспансер). Основал кафедру онкологии КГМУ, которой заведовал с 1982 по 2006 год.
В 2008 году увидела свет автобиография В. М. Ефетова, выпущенная под названием «Жизнь хирурга».
Скончался 3 января 2013 года в Симферополе.

## Научная деятельность
Основные научные интересы В. М. Ефетова фокусировались на диагностике и лечении злокачественных новообразований желудочно-кишечного тракта, лёгких и молочной железы, на разработке методов обезболивания, методик реконструктивной и пластической хирургии. Он является автором более 120 научных трудов (в том числе двух монографий), посвящённых различным проблемам клинической онкологии. Под его руководством защищено 11 кандидатских и 1 докторская диссертация.
С 1968 года он являлся членом редакционного совета журнала «Вопросы онкологии» (Санкт-Петербург, Россия), с 2000 по 2008 входил в редакционный совет журнала «Онкология» (Киев, Украина). С 1980 года входил в президиум правления Научного общества онкологов Украины. Являлся членом проблемной комиссии «Онкология» Министерства здравоохранения Украины. В 1967—2006 годы возглавлял Крымское научное общество онкологов.

Обложка автобиографии В. М. Ефетова

## Награды и звания
В. М. Ефетов носил почётные звания Заслуженного врача и Заслуженного деятеля науки и техники Украины и Автономной Республики Крым, являлся кавалером ордена «Знак почёта», лауреатом премии Министерства здравоохранения СССР и Почётным крымчанином (2004).
В 2003 году в день празднования 50-летнего юбилея Крымского клинического онкологического диспансера был награждён Обществом онкологов Украины золотым скальпелем, который использован в оформлении обложки его автобиографии.

## Память
Имя хирурга носит республиканский онкодиспансер в Симферополе.